# أداد مغربي
الأداد المغربي أو الثُغام المغربي أو الأشخيص المغربي (باللاتينية: Carlina maroccana) نوع نباتي غير مؤكد يتبع جنس الأداد من الفصيلة النجمية.

## الموطن والانتشار
النبات واطن في المغرب العربي.